# High Speed 1

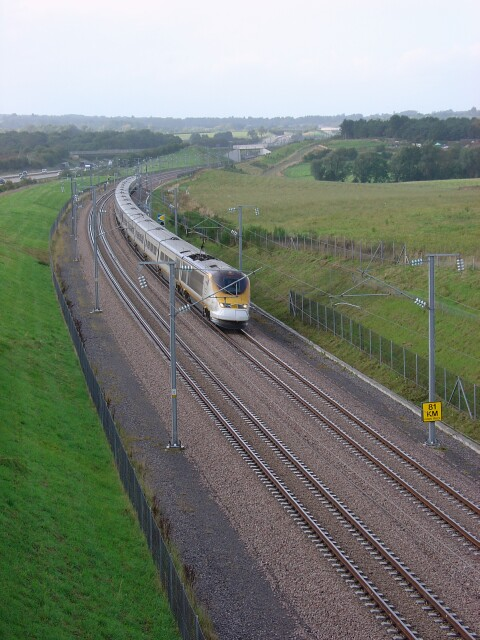
Un tren Eurostar pe linia High Speed 1, lângă Ashford

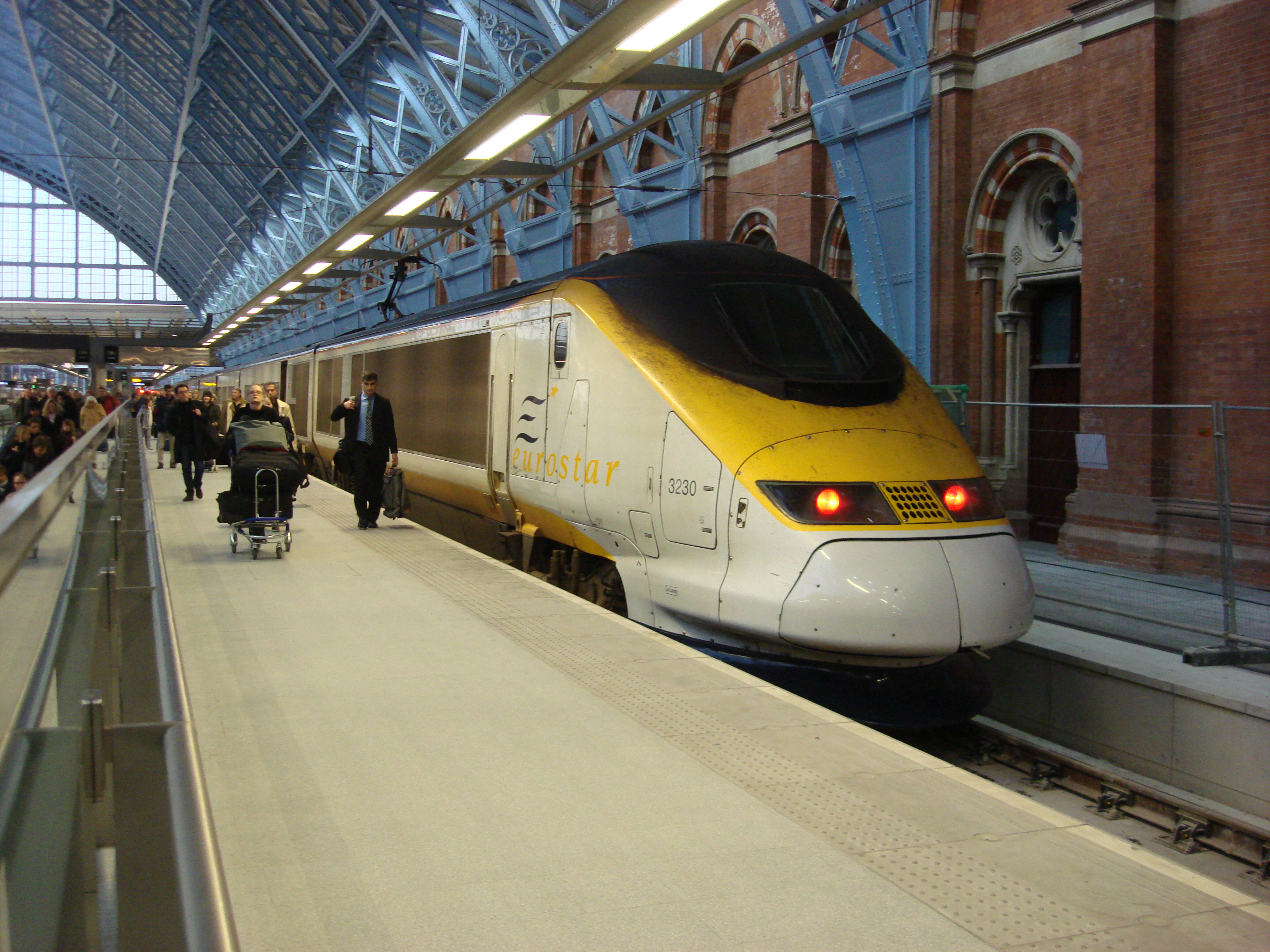
Un tren Eurostar în gara St Pancras

High Speed 1 (engleză pentru „Mare Viteză 1”; prescurtată HS1), cunoscută și drept Channel Tunnel Rail Link (CTRL) (engleză pentru „Legătura Feroviară cu Tunelul Canalului”) pe perioada construcției, este o cale ferată de mare viteză cu o lungime de 108 km ce face legătura între Londra și capătul britanic al Tunelului Canalului Mânecii.
Prima secțiune a proiectului, dată în folosință la data de 28 septembrie 2003, are o lungime de 74 km între Tunelul Canalului Mânecii și Joncțiunea Fawkham în comitatul englez Kent. Cea de a doua secțiune, dată în folosință la data de 14 noiembrie 2007, are o lungime de 39,4 km între Gara Ebbsfleet International și St Pancras International. Costul total de construcție s-a ridicat la 5,2 miliarde Lire sterline iar noua linie a realizat o reducere a timpului de călătorie cu Eurostarul spre Londra cu 40 minute. Timpii minimi de voiaj din gara St Pancras sunt de 2 ore și 15 minute spre Gara de Nord în Paris și de 1 oră și 51 minute spre Gara Bruxelles-Sud.
La data de 14 noiembrie 2006 compania proprietară a liniei, London and Continental Railways, a adoptat pentru proiectul finalizat noul nume High Speed 1. Legislația oficială, documentația și marcajele de-a lungul liniei continuă să folosească acronimul "CTRL".

## Context
Odată cu dare în funcțiune a Tunelului Canalului Mânecii în 1994 a funcționat și linia de mare viteză franceză LGV Nord ce face legătura între capătul francez al tunelului și periferia Parisului. Această linie permitea viteze comerciale de 300 km/h. În 1997, odată cu darea în funcțiune a liniei LMV 1 între frontiera franceză și Bruxelles, trenurile Eurostar circulau și pe această linie în regim de mare viteză. În Marea Britanie însă, pentru a ajunge la Londra, trenurile utilizau liniile clasice, astfel încât viteza acestora era limitată și acestea trebuiau să împartă linia cu traficul intern. Aceasta face că serviciul să fie limitat de capacitatea liniilor și să fie victimă a numeroase întârzieri datorate incidentelor și congestiei liniilor normale.
Proiectul inițial prevedea un tunel sub sud-estul Londrei iar terminalul ar fi trebuit să fie o nouă gară subterană în apropierea gării Kings Cross. Dorința de a revigora zona de est a Londrei, a făcut ca acesta să fie modificat astfel că un nou proiect prevedea un traseu prin estul aglomerației, ceea ce permitea utilizarea gării St Pancras, gară puțin utilizată. Proiectul prevedea utilizarea liniei North London, dar acest lucru s-a dovedit iluzoriu datorită impactului noii legături și a dificultății de realizare a acesteia. În cele din urmă a fost reținută ideea utilizării gării St Pancras, aceasta urmând să fie accesată printr-o serie de tuneluri spre Dagenham via Stratford.
Cadrul legal de construcție a liniei a fost aprobat prin Legea Legăturii feroviare cu Canalul Mânecii din 1996. Acesteia i-au fost adăugate amendamente în 2001 pentru a permite realizarea unor noi infrastructuri. Compania London and Continental Railways (LCR) a fost aleasă de guvernul britanic în 1996 să construiască linia și să modernizeze gara St Pancras. De asemenea aceasta a devenit exploatatorul părții britanice din Eurostar. Inițial proiectul trebuia să fie construit într-o singură fază, dar în 1998, datorită unor dificultăți financiare a fost decisă separarea proiectului în două faze. Compania națională de infrastructură Railtrack a intervenit în proiect, urmând să devină odată cu terminarea proiectului, proprietara infrastructurilor. În 2001, datorită dificultăților financiare ale acesteia, proprietarul liniei urma să redevină LCR iar dreptul de utilizare și de întreținere a liniei a fost acordat succesorului companiei Railtrack, Network Rail.

## Traseul
Linia High Speed 1 are o lungime de 108 km și este formată din două linii paralele, una pentru fiecare sens, ce pot fi parcurse fiecare cu viteza de 300 km/h. Timpul de parcurs între cara St Pancras din Londra și intrarea în Tunelul Canalului Mânecii este de 35 minute.
Construcția primului sector, cu o lungime de 74 km, a început pe data de 5 octombrie 1998 și a fost inaugurat pe data de 16 septembrie 2003 de către prim ministrul britanic, fiind dat în folosință comercială pe data de 28 septembrie 2003. Acesta a permis o reducere a timpului de călătorie cu 17 minute pentru legăturile cu Londra. Între ieșirea tunelului și Ashford linia este paralelă cu liniile existente. Linia traversează orașul printr-o serie de viaducte și tuneluri după care continuă paralel cu autostrada engleză M 20 până spre Maidstone. Aici traversează râul Medway prin intermediul unui viaduct și dealurile North Downs printr-un tunel de 3,2 km lungime. Pe data de 30 iulie 2003, un tren ce efectua teste de linie a bătut recordul de viteză pe cale ferată în Marea Britanie, stabilind o viteză de 334,7 km/h. Recordul precedent era de 259,5 km/h fiind stabilit în 1979. Înainte de terminarea celui de al doilea sector, de la Joncțiunea Eawkham trenurile Eurostar continuau traseul spre Londra pe liniile clasice spre Gara Waterloo.
Al doilea sector a fost inaugurat la data de 14 nooembrie 2007, și are o lungime de 39,4 km între Ebbsfleet și gara St Pancras. Sectorul conține două gări noi Gara Ebbsfleet International și Gara Stratford International la periferia Londrei. Sectorul conține un tunel de 2,5 km sub Tamisa după care continuă printr-o serie de viaducte până în apropierea localității Dagenham de unde continuă printr-o serie de tunele înainte și după gara Stratford International cu o lungime totală de 19 km. La intrarea în gara St Pancras a fost construită o joncțiune complexă ce permite conexiuni spre liniile East Coast, North London spre West Coast și Midland. Lucrările au permis realizare de conexiuni între linea East Coast și linia Thameslink. Pe data de 6 martie 2007, un tren Eurostar a parcurs sectorul al doilea al proiectului pentru prima dată pentru a ajunge la gara St Pancras.